# Гринауэр, Эдвин
Эдвин Гринауэр (7 марта 1893, Вена — 21 августа 1964, Вена) — австрийский скульптор и медальер.

## Биография
Эдвин Гринауэр родился в Вене в семье виолончелиста Карла Гринауэра и оперной певицы Хелен Шотт. Его отец эмигрировал в США, чтобы продолжить свою музыкальную карьеру, бросив семью в Вене. В 19 лет Эдвин создал свои первые портретные таблички, а затем продолжил обучение в Венском колледже прикладных искусств. Он участвовал в Первой мировой войне и получил ранение, частично изуродовавшее его лицо. В 1935 году он получил звание профессора и после 1945 года преподавал в Академии изобразительных искусств Вены. Его студия располагалась в венском парке Пратер, где он умер в 1964 году.
Гринауэр занимался греблей и в 1927 году выиграл чемпионат Австрии. Однако своего олимпийского успеха он добился в сфере искусства: в 1928 году он завоевал золотую медаль в конкурсе искусств на Олимпийских играх за свои проекты медалей. 20 лет спустя он завоевал бронзовую медаль за свой Значок гребного спорта.

## Творчество
Гринауэр был экспертом во всех областях скульптурного дизайна. Он особенно известен как дизайнер австрийских памятных монет и монет регулярного выпуска. В медальной работе Гринауэра преобладают награды и медали за заслуги перед национальными или экономическими учреждениями и призы за спортивные соревнования.
Его большие скульптуры сохранились в Вене, среди них барельефы и архитектурные скульптуры, религиозные статуи на фасадах и внутри костёлов Вены и Бадена и даже напольная плитка для собора Святого Стефана. Табернакль с изображением Благовещения Марии находится в хранилищах собора Святого Стефана.
Среди его работ трафареты для чеканки монет Австрийской 1-й и 2-й республики. Гринауэр разработал аверс последней австрийской монеты достоинством в один шиллинг, которая находилась в обращении с 1959 по 2002 год. Он также разрабатывал памятные монеты и монеты регулярного выпуска для Лихтенштейна.
Полный список работ Гринауэра так и не был составлен. Только в 2003 году институт нумизматики Венского университета начал работать над реставрацией поместья Гринауэра, которое потомки художника передали институту. Помимо монет и медалей, в усадьбе есть рисунки, модели и штампы, иллюстрирующие творческий процесс и приёмы работы медальера.

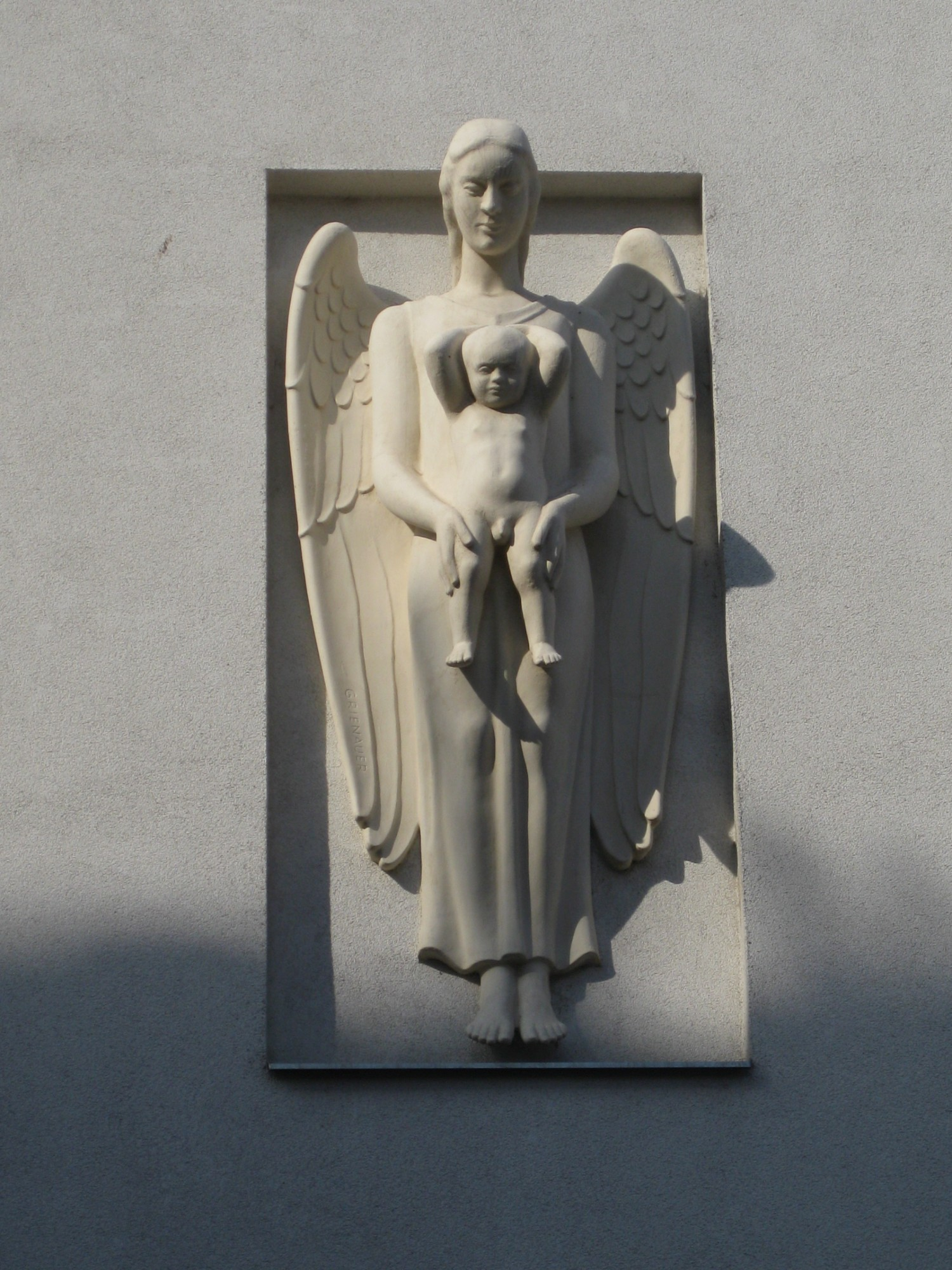
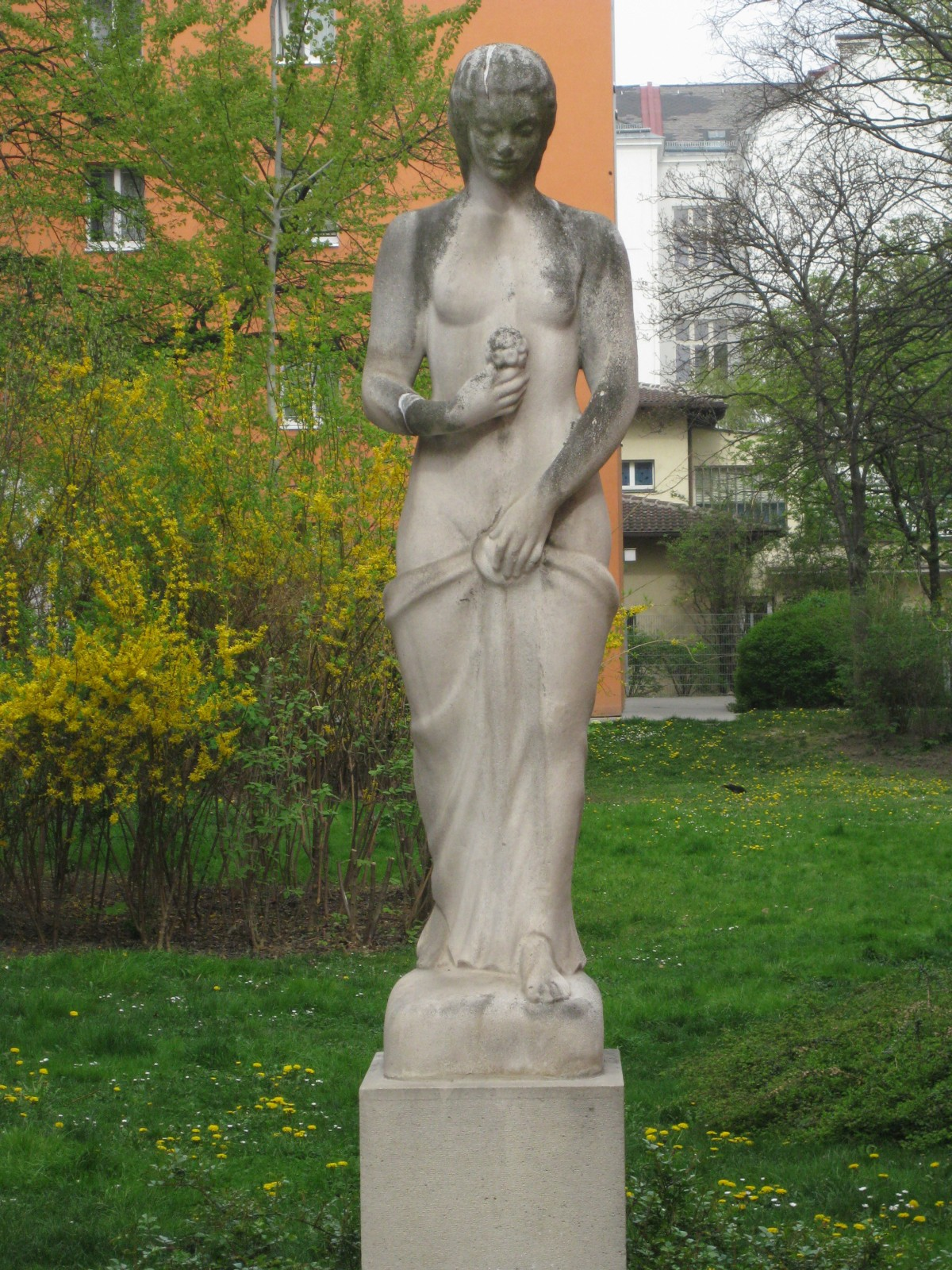
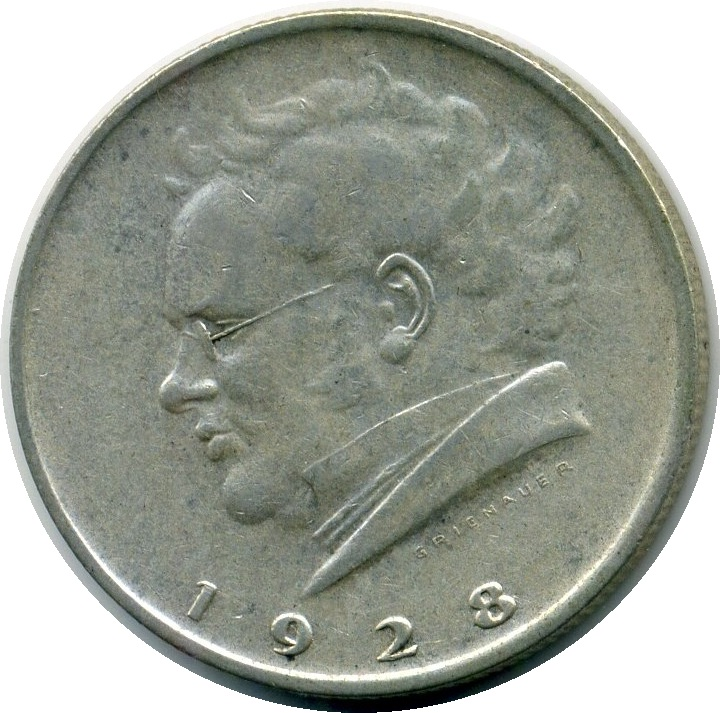
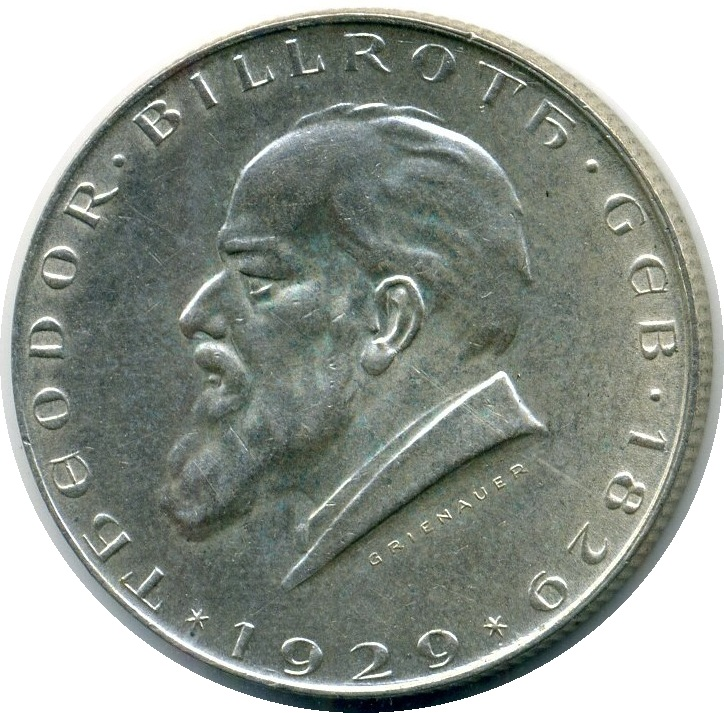
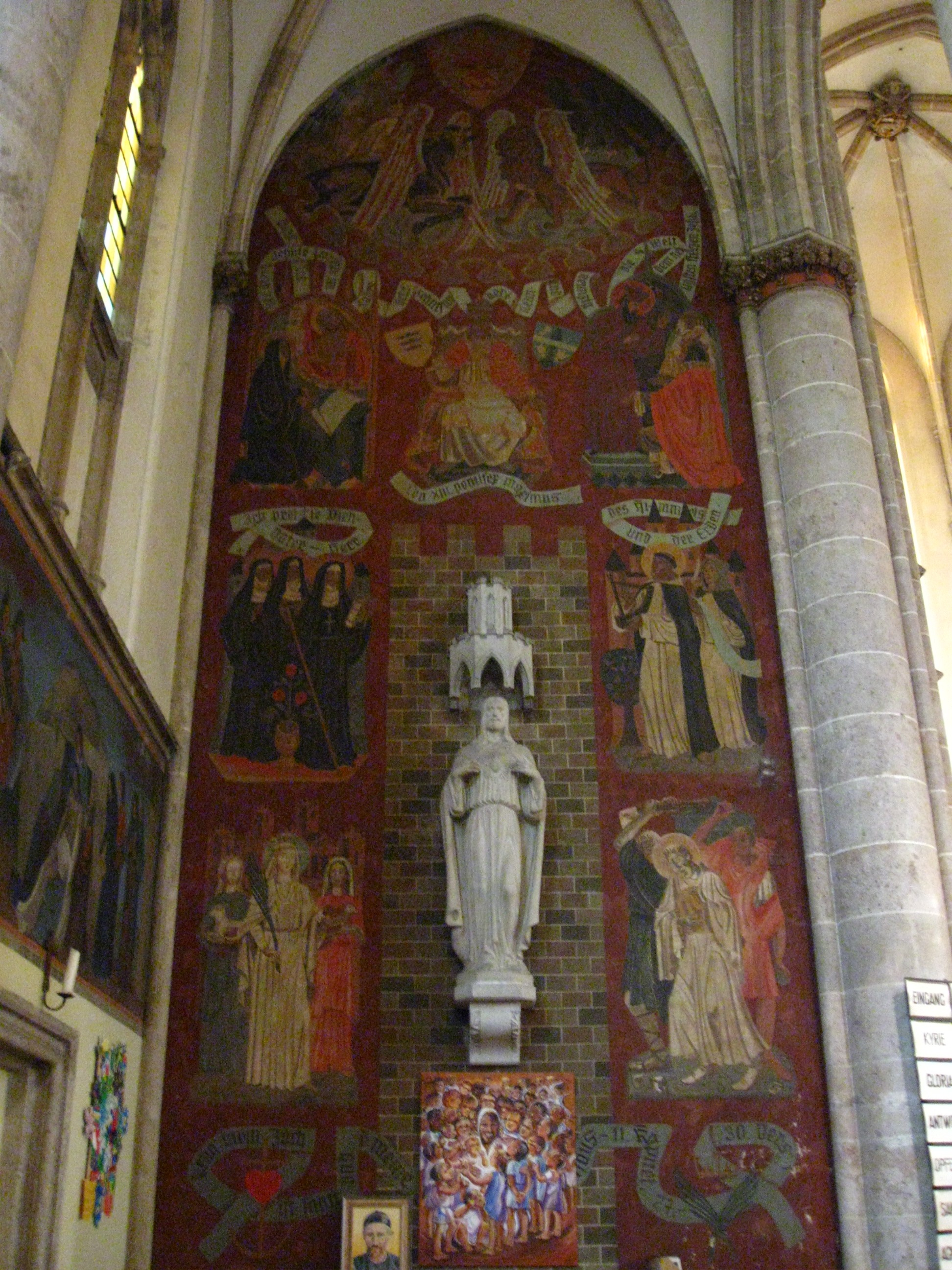
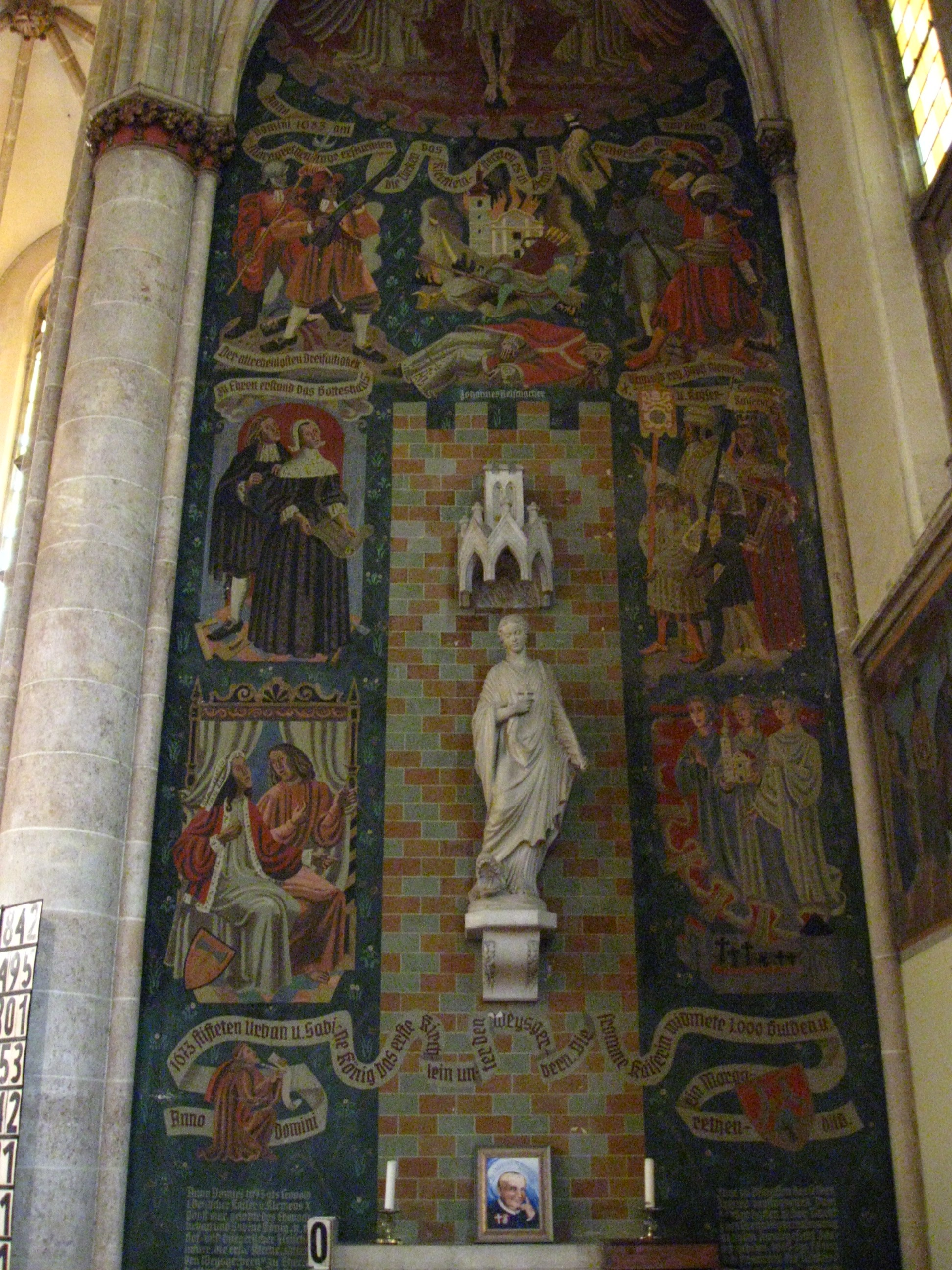